# Leoti
Leoti és una població dels Estats Units a l'estat de Kansas. Segons el cens del 2000 tenia 1.598 habitants.

## Demografia
Segons el cens del 2000, Leoti tenia 1.598 habitants, 634 habitatges, i 452 famílies. La densitat de població era de 467,4 habitants/km².
Dels 634 habitatges en un 34,1% hi vivien nens de menys de 18 anys, en un 59,5% hi vivien parelles casades, en un 7,3% dones solteres, i en un 28,7% no eren unitats familiars. En el 27,6% dels habitatges hi vivien persones soles el 13,1% de les quals corresponia a persones de 65 anys o més que vivien soles. El nombre mitjà de persones vivint en cada habitatge era de 2,48 i el nombre mitjà de persones que vivien en cada família era de 3,02.
Per edats la població es repartia de la següent manera: un 27,7% tenia menys de 18 anys, un 7,9% entre 18 i 24, un 25% entre 25 i 44, un 21% de 45 a 60 i un 18,5% 65 anys o més.
L'edat mediana era de 36 anys. Per cada 100 dones de 18 o més anys hi havia 96,9 homes.
La renda mediana per habitatge era de 32.596$ i la renda mediana per família de 41.484$. Els homes tenien una renda mediana de 27.235$ mentre que les dones 17.986$. La renda per capita de la població era de 16.550$. Entorn del 8,8% de les famílies i el 12% de la població estaven per davall del llindar de pobresa.

## Poblacions més properes
El següent diagrama mostra les poblacions més properes.